# الرشادية (الطفيلة)
الرشادية هي قرية صغيرة وموقع أثري نبطي في محافظة الطفيلة في الأردن. تبعد حوالي 24 كلم إلى الجنوب من مدينة الطفيلة وعلى الطريق التجاري القديم الواصل بين الطفيلة والبتراء وهو الطريق الروماني المسمى الطريق الملوكي
من خلال الدراسات الميدانية التي جرت للموقع تبين أن هناك فترات استيطان مبكرة منذ الفترة الأدومية وحتى الإسلامية المتأخرة حيث إن الشواهد الأثرية المنتشرة على سطح الموقع تؤكد وجود هذا الاستيطان، علاوة على  وجود كنيسة فسيفسائية تعود لبداية القرن السادس الميلادي وذلك من خلال لوحة التدشين التي وجدت في أرضية الكنيسة بالإضافة إلى معاصر العنب.  